# Zanthoxylum capense
Zanthoxylum capense là một loài thực vật có hoa trong họ Cửu lý hương. Loài này được (Thunb.) Harv. miêu tả khoa học đầu tiên năm 1860.

## Hình ảnh

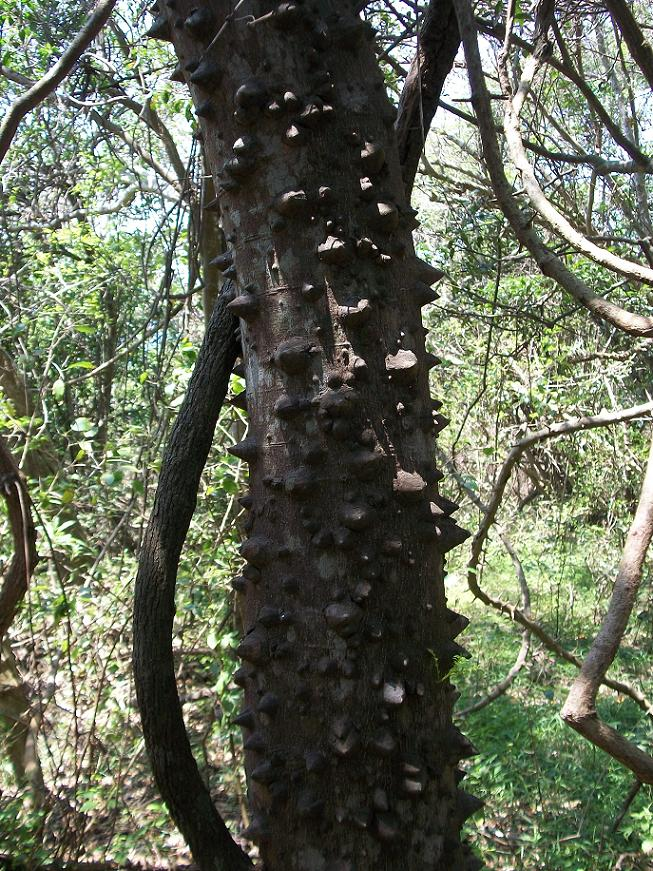
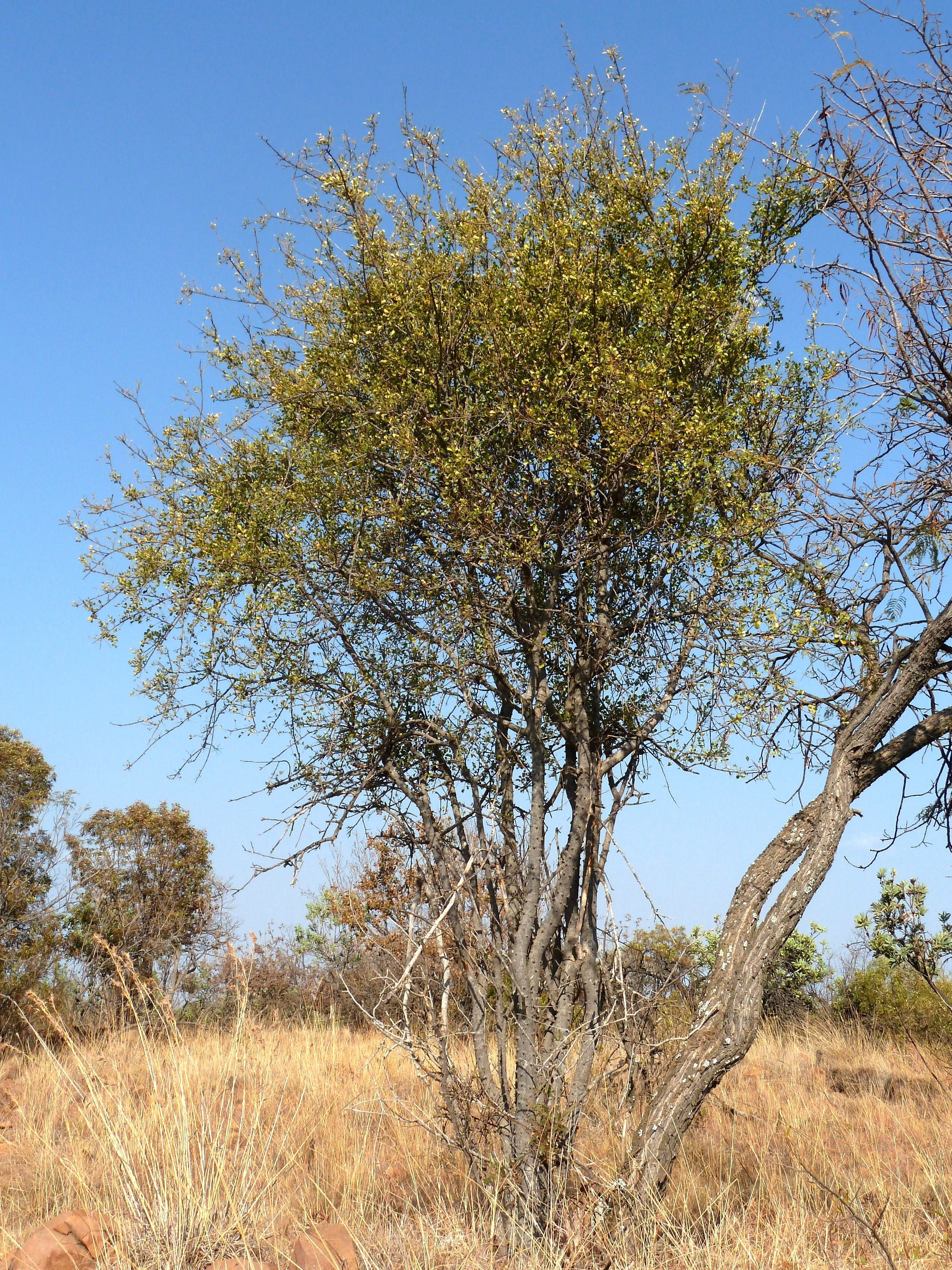